# Серые шеренги
Се́рые шере́нги (пол. Szare Szeregi) — кодовое название подпольной организации бойскаутов «Союза польских харцеров», действовавшей в 1939—45 годах в период немецкой оккупации Польши. Были созданы 27 сентября 1939 года в Варшаве членами Верховного совета харцеров. Принимали участие в деятельности Польского подпольного государства, в частности, в Варшавском восстании. Организация была независимой, но тесно сотрудничала с польским правительством в изгнании и с Армией Крайовой.

## Общие сведения
«Союз польских харцеров» был молодежной патриотической организацией, которая с момента своего основания в 1916 г. активно действовала во всех конфликтах с участием Польши. После оккупации Польши осенью 1939 члены организации подвергались преследованиям со стороны нацистов и перешли на нелегальное положение. В годы войны харцеры привлекались к участию в подпольных военизированных формированиях. Кодовое название «Серые шеренги» первоначально появилось в Познани, где местные подростки-харцеры распространяли среди немецких переселенцев листовки, призванные посеять тревогу и хаос. С этой целью листовки были подписаны SS, что позднее было расшифровано как Szare Szeregi («Серые шеренги»). Это название впоследствии распространилось на всю организацию.
Членами «Серых шеренг» были молодые люди, как юноши так и девушки. В зависимости от пола и возраста они принимали различное участие в деятельности организации. Согласно программе «Сегодня — завтра — послезавтра» молодежь вовлекалась в текущую деятельность по сопротивлению оккупантам («сегодня»), одновременно готовясь к общему восстанию («завтра») и к организации жизни в освобожденной Польше («послезавтра»).
В 1945 г. организация вышла из подполья и вернула прежнее название «Союз польских харцеров».

## Организация
В целом, «Серые шеренги» сохранили довоенную организацию: около 7 человек объединялись в звено (zastęp). Основной единицей был отряд (drużyna) численностью порядка 20 человек, разбитых на нескольких звеньев. Отряды одного поселения или района образовывали команду (hufiec), а несколько команд одной местности — хоругвь (chorągiew). В целях конспирации использовались «пчелиные» криптонимы: zastęp — «пчёлы», drużyna — «семья», hufiec — «улей», chorągiew — «рой». Штаб организации именовался «пасекой». С октября 1942 года организация была разделена на три возрастных группы:
- 12—14 лет («Zawisza») — проходили обучение в тайных школах, в момент общего восстания должны были выполнять вспомогательные роли;
- 15—17 лет («Боевые школы») — участвовали в мелком саботаже, в пропагандистских кампаниях и в сборе разведданных. Обучались на роли стрелков, связных и разведчиков для участия в общем восстании.
- старше 17 лет («Штурмовые отряды») — участвовали в крупных диверсиях и прочей партизанской деятельности. Для участия в восстании получали подготовку как курсанты (будущие офицеры), командиры подразделений и саперы.

## Память
- Именем «Серых шеренг» названа площадь в польском городе Кельце.
- Именем «Серых шеренг» названа также площадь в польском городе Щецин[пол.]
- Именем "Серых шеренг" названа улица в г. Ополе
- Площадь Серых шеренг в Щецине — самая западная из трёх круглых площадей Щецина. Видимо, нынешнее название получила в 2009г.[источник не указан 2874 дня]